# Tha8t'z Gangsta
Tha8t'z Gangsta è il sesto album in studio da solista del rapper statunitense MC Eiht, pubblicato nel 2001.

## Tracce
1. Holla
2. Rule #1
3. Why U Hott?
4. Hustle Man
5. Bacdafuconup
6. Like This Like That
7. Can I?
8. We Get It
9. Gangsta
10. Look Up
11. What We About
12. Everybody Move
13. All Day Everyday
14. Drama
15. 2 Freak E